# Tòa án nhân dân cấp cao tại Đà Nẵng
Tòa án nhân dân cấp cao tại Đà Nẵng là một trong các tòa án nhân dân cấp cao tại Việt Nam. Tòa án này có thẩm quyền xét xử phúc thẩm, giám đốc thẩm, tái thẩm đối với 12 tỉnh, thành phố trực thuộc trung ương của Việt Nam gồm Đà Nẵng, Quảng Bình, Quảng Trị, Thừa Thiên Huế, Quảng Nam, Quảng Ngãi, Bình Định, Phú Yên, Khánh Hòa, Gia Lai, Kon Tum và Đắk Lắk.

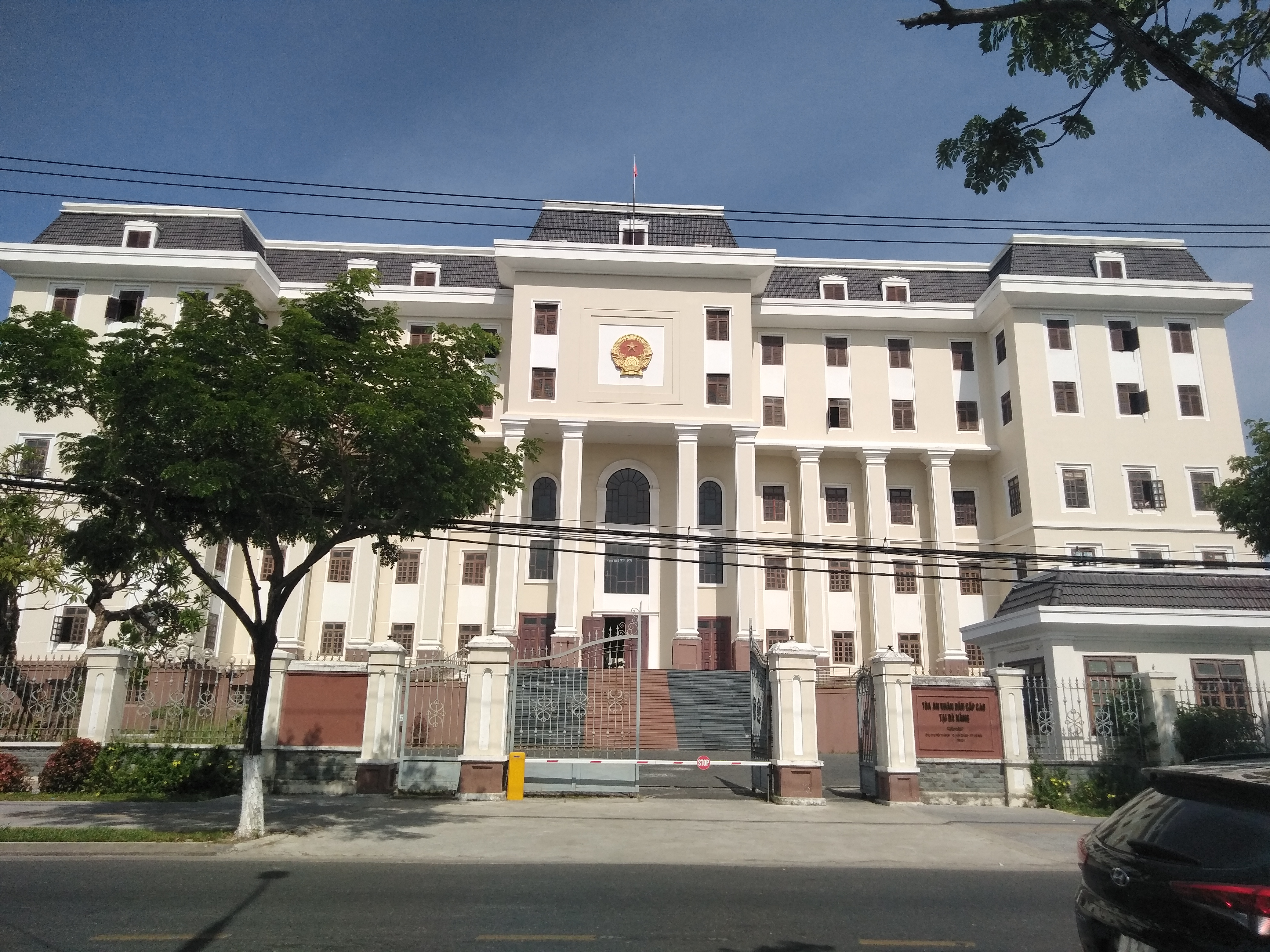
Tòa án nhân dân cấp cao tại Đà Nẵng

## Lịch sử
Tòa án nhân dân cấp cao tại Đà Nẵng thành lập trên cơ sở Tòa phúc thẩm Tòa án nhân dân tối cao tại Đà Nẵng.
Tòa án nhân dân cấp cao tại Đà Nẵng được thành lập theo Nghị quyết số 957/NQ-UBTVQH13 ngày 28 tháng 5 năm 2015 của Ủy ban thường vụ Quốc hội, đi vào hoạt động từ ngày 1 tháng 6 năm 2015. Trụ sở hiện nay tại số 372 Núi Thành, phường Hòa Cường Bắc, quận Hải Châu, thành phố Đà Nẵng.

## Nhân sự hiện nay

### Lãnh đạo
- Chánh án: Tiến sĩ Nguyễn Văn Bường, sinh năm 1966, quê quán tại Tam Thanh, Tam Kỳ, Quảng Nam
- Phó Chánh án (2 người):[3]
  - Tiến sĩ Lại Văn Trình, sinh năm 1967, quê quán tại tỉnh Nam Định
  - Thạc sĩ Phạm Tấn Hoàng, sinh năm 1966, quê quán tại tỉnh Ninh Thuận, nguyên Chánh án Toà án nhân dân tỉnh Phú Yên.

### Ủy ban thẩm phán
Ủy ban Thẩm phán gồm 12 thành viên sau:
- Nguyễn Văn Bường, Chánh án
- Lại Văn Trình, Phó Chánh án
- Phạm Tấn Hoàng, Phó Chánh án
- Vũ Thanh Liêm, sinh năm 1965, quê quán tại tỉnh Quảng Nam, Chánh tòa Tòa Dân sự Tòa án nhân dân cấp cao tại Đà Nẵng
- Phạm Việt Cường, sinh năm 1974, quê quán tại tỉnh Thái Bình, Chánh tòa Toà Hình sự Tòa án nhân dân cấp cao tại Đà Nẵng
- Nguyễn Văn Tiến, sinh năm 1963, quê quán tại tỉnh Nghệ An, hiện là Chánh tòa Tòa Hành chính Tòa án nhân dân cấp cao tại Đà Nẵng
- Lê Tự, sinh năm 1964, quê quán tại tỉnh Quảng Nam, Chánh tòa Tòa Kinh tế Tòa án nhân dân cấp cao tại Đà Nẵng
- Nguyễn Văn Tào, sinh năm 1966, quê quán tại tỉnh Phú Yên, Chánh tòa Tòa Lao động Tòa án nhân dân cấp cao tại Đà Nẵng
- Đặng Kim Nhân, sinh năm 1969, quê quán tại tỉnh Nam Định, Phó Chánh tòa Tòa Dân sự Tòa án nhân dân cấp cao tại Đà Nẵng
- Trương Minh Tuấn, sinh năm 1963, quê quán tại tỉnh Quảng Nam, Phó Chánh tòa Tòa hành chính Tòa án nhân dân cấp cao tại Đà Nẵng
- Nguyễn Cường, sinh năm 1967, quê quán tại tỉnh Quảng Trị, Phó Chánh tòa Tòa Kinh tế Tòa án nhân dân cấp cao tại Đà Nẵng
- Lê Phước Thanh, sinh năm 1963, quê quán tại tỉnh Quảng Nam, thẩm phán cao cấp Tòa án nhân dân cấp cao tại Đà Nẵng

## Lãnh đạo qua các thời kì
- Đặng Văn Thành, Chánh tòa Tòa Lao động, Tòa án nhân dân cấp cao tại Đà Nẵng (đến 19 tháng 9 năm 2017)
- Tô Chánh Trung, Chánh tòa Tòa Hành chính, Tòa án nhân dân cấp cao tại Đà Nẵng (đến 19 tháng 9 năm 2017)
- Nguyễn Văn Tiến, sinh năm 1966, quê quán tại tỉnh Hưng Yên, nguyên Phó Chánh án đến 15/3/2017[5], nguyên Phó Chánh tòa dân sự TAND Tối cao[2]
- Nguyễn Văn Bường,[6] nguyên Phó Chánh tòa TAND Tối cao tại Đà Nẵng[2]